# ミヒャエル・プレトリウス
ミヒャエル・プレトリウス（Michael Praetorius, おそらく1571年2月15日 - 1621年2月15日）は、ドイツの作曲家・オルガニスト・音楽理論家。当時の最も多作で最も多彩な作曲家のひとり。プロテスタントの賛美歌の発展においてとりわけ重要。プレトリウス一族の最も有名な音楽家である。

## 生涯
大バッハの生地として知られるアイゼナハの北西約10㎞に位置する村クロイツブルク（Creuzburg）に生まれ、トルガウやフランクフルト・アン・デア・オーダー、ツェルプストなどで学ぶ。フランクフルトのマリア教会オルガニストを務めた後、1604年からヴォルフェンビュッテル宮廷にてオルガニスト兼宮廷楽長に就任する。1613年から1616年まで、ドレスデンのザクセン宮廷に仕え、ヴェネツィア楽派の複合唱様式による最新のイタリア音楽を演奏した。ジョヴァンニ・ガブリエーリのようなヴェネツィア楽派の作品を熟知していたおかげで、プレトリウスはその後教会コンチェルト様式を発展させることができた。
プレトリウスは、はなはだ多作な作曲家であり、ザムエル・シャイトやハインリヒ・シュッツ、同時代のイタリア音楽の影響を示している。プレトリウスの作品は、1000曲以上のコラールと賛美歌の編曲を含む9巻の曲集『シオンの音楽』（Musae Sioniae, 1605年 - 1610年）などがある。そのほかは、ほとんどがルター派教会のための作品である。舞曲集『テルプシコレー』 (Terpsichore) は、プレトリウスの現存する唯一の世俗音楽集である。3巻の論文集『音楽大全』（Syntagma musicum, 1614年 - 1620年）は、同時代の演奏習慣や楽器について詳細な説明と図解がなされ、音楽学・楽器構造学研究や古楽演奏の分野にとって重要な文献となっている。
芸術家でありながら著述家もであったプレトリウスは、ラモー、シューマン、ワーグナー、ドビュッシーらの偉大なる先駆者と言える。

## その他
小惑星 (4889) Praetoriusは、プレトリウスにちなんで命名された。